# Capo di Noli
Capo di Noli est une peinture à l'huile sur toile réalisée en 1898 par l'artiste français Paul Signac  en style pointilliste. Née en 1865 et mort en 1923. D'une dimension de 93,5 × 75 cm, l'œuvre représente un cap sur la Riviera ligure, près de Gênes, à Noli. Signac y a fait une randonnée depuis Saint-Tropez deux ans avant l'achèvement du tableau, et de ses intentions, il a écrit qu'il « voulait amener chaque coin de la toile à l'extrême absolu en termes de couleur ». Le tableau est conservé au musée Wallraf Richartz de Cologne, en Allemagne.